# 에너지수호천사단
에너지수호천사단은 학생이 에너지절약과 봉사활동을 전개하도록 육성하는 것으로, 에너지 절약습관 조기형성을 위해 서울시 초‧중‧고등학생을 대상으로 운영하며, 대학생 멘토단도 함께 운영하는 서울특별시 원전하나줄이기 사업의 일환으로 추진 중인 사업이다.

## 참고 문헌
1. ↑  “초·중학생 ‘에너지 수호천사단’ 에너지 낭비 감시”. 뉴스1. 2012년 7월 11일.